# جون أوبراين
جون أوبراين (بالإنجليزية: John O'Brien)‏ (مواليد 29 أغسطس 1977) هو لاعب كرة قدم. يلعب مع منتخب الولايات المتحدة الأمريكية لكرة القدم. سبق له أن لعب في كأس العالم لكرة القدم مع منتخب بلاده.

## روابط خارجية
- جون أوبراين على موقع الاتحاد الدولي (مؤرشف)  (الإنجليزية)
- جون أوبراين على موقع الدوري الأمريكي (الإنجليزية)
- جون أوبراين على موقع قاعدة بيانات كرة القدم.إي يو (الإنجليزية)
- جون أوبراين على موقع ناشيونال فوتبول تيمز (الإنجليزية)
- جون أوبراين على موقع أوليمبيديا (الإنجليزية)